# Melastoma imbricatum
Melastoma imbricatum là một loài thực vật có hoa trong họ Mua. Loài này được Wall. ex Triana mô tả khoa học đầu tiên năm 1871.